# Varanus sparnus
Espèce
Varanus sparnus est une espèce de sauriens de la famille des Varanidae. C'est le plus petit des varans  : sa Longueur Museau-Cloaque, c'est-à-dire sa longueur du corps sans la queue, est  de 116 mm.

## Répartition
Cette espèce est endémique de la péninsule Dampier en Australie-Occidentale en Australie.

## Description
Le spécimen adulte mâle observé lors de la description originale mesure 116 mm de longueur standard et les 2 spécimens adultes femelles observés lors de la description originale mesurent entre 110,0 mm et 116,4 mm de longueur standard.

## Étymologie
Le nom spécifique sparnus vient du grec sparnos, rare, en référence à l'isolation et la petite aire de répartition de cette espèce.

## Publication originale
- Doughty, Kealley, Fitch & Donnellan, 2014 : A new diminutive species of Varanus from the Dampier Peninsula, western Kimberley region, Western Australia. Records of the Western Australian Museum, vol. 29, p. 128–140 (texte intégral).